# Norka Cevallos
Norka, née Norka Cevallos le 5 novembre 1985 à Quevedo Los Ríos, en Équateur, est une chanteuse équatorienne de musique électronique. Elle est connue pour être la première chanteuse de ce genre de ce pays. Son travail musical inclut la Trance vocale, House, D&B, Breakbeat et de l'électro pop.

## Carrière
Elle enregistre son disque solo en 2004 sous le label Tekmo Records en Équateur et sous le titre de Fue mejor. Elle devient membre de différents groupes et participe à une téléréalité, un concours pour découvrir des talents, Nace una estrella, ce qui est déterminant pour sa carrière de chanteuse.
En 2004, elle fait partie du groupe pop pour les jeunes, Kaboom, groupe formé des gagnants du reality-show et enregistre le CD Mírame sous la responsabilité du producteur argentin Daniel Sais (ex-claviériste de Soda Stereo).
En 2005, le producteur Iván Toledo entreprend le projet avec Norka de réaliser sa première œuvre personnelles Fue Mejor, une production avec un style nouveau en Équateur. Tekmo accompagne Norka comme DJ et à la guitare électrique dans les prestations en direct de l'artiste. Norka est présentée comme la “Première chanteuse de musique électronique du pays”. 
En 2014, elle enregistre le videoclip "Ese es mi cariño", où figure l'acteur argentin, Julián Gil, avec la collaboration des artistes de reggaeton, Ángel y Khriz.
En 2015, elle travaille avec le compositeur Jack Hernandez et ils écrivent ensemble La Vida Es Una Fiesta qui est diffusé sur toutes les radios en Équateur.

## Discographie

### Albums
- 2005 : Fue mejor :  le premier CD. Y figurent : Sola, Fue mejor (mix progressif et édition radio), Guayaquil (extended mix), Adicción, Inevitable et El adiós (édition groove et édition hardcore).
- 2008 : Espectros : deuxième album. Y figurent, entre autres, en plus du titre del'album, Lip gloss[2], Rayos de luz, Interestelar, Game over, Tu ki, Viernes electrónico (Live Mix), I Want U et Contaminación.
- 2010  : LoveDays :  le contenu, plus romantique, aborde différents genres dont le pop[3].

## Nominations et récompenses
- 2010 : Meilleure artiste d'Équateur par la Radio "40 Principales"
- 2011 : "Summer Sky" est élue comme une des "1000 meilleures chansons du monde" par Billboard
- 2012 : Norka est choisie par Movistar pour représenter l'entreprise[4]